# Efialtes (hijo de Gea)

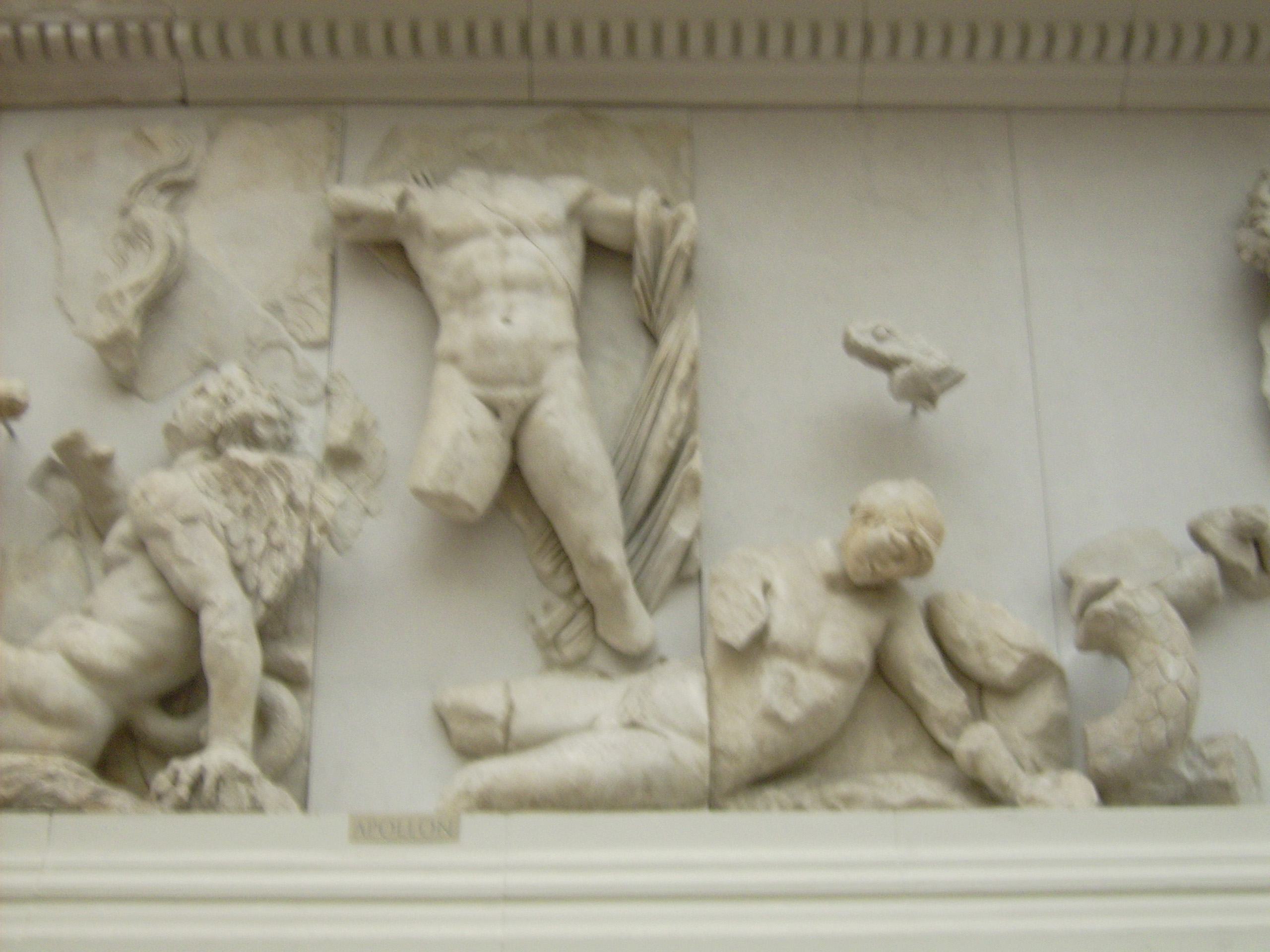
Apolo dispara a Efialtes, detalle del friso del Altar de Pérgamo, (Isla de los Museos, Berlín).

Efialtes (Ἐφιάλτης / Ephiáltēs: «pesadilla») es un gigante de la mitología griega. Está en la lista de nombres de la Biblioteca mitológica de Pseudo-Apolodoro, como hijo de Gea y la sangre de Urano que surgió de la castración de este por Crono. En la lista de nombres de la Praefatio de Higino, es hijo de Gea y Tártaro. Debe distinguirse de otro gigante del mismo nombre que era uno de los Alóadas.
Como todos los Gigantes hijos de Gea, eran seres de tamaño y fuerza descomunales, con cabelleras y barbas hirsutas, apariencia humana excepto las piernas que eran sustituidas por una cola de serpiente e inmortales salvo en casos de colaboración entre un dios y un mortal.

## Gigantomaquia

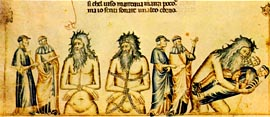
Anónimo napolitano, ilustración del canto XXXI de la Divina Comedia.

Efialtes fue protagonista en la Gigantomaquia, lucha de los Gigantes contra Zeus y los dioses olímpicos, y cayó muerto por Apolo y Heracles. Apolo disparó una flecha en su ojo izquierdo y Heracles lo mató con otra flecha disparada en el ojo derecho. 
Los más antiguos restos arqueológicos, en los que se nombra a Efialtes, son los vasos áticos de figuras negras fechados alrededor de 575-525 antes de Cristo. 
También Dante narra en su Divina Comedia su encuentro junto a Virgilio con este gigante en los infiernos.